# Franz Oberacher
Franz Oberacher (Natters,  1954. március 24. –) válogatott osztrák labdarúgó, csatár.

## Pályafutása

### Klubcsapatban
1974 és 1979 között az SSW Innsbruck labdarúgója volt, ahol két-két bajnokságot és osztrák kupát nyert az együttessel. 1979 és 1981 között a nyugatnémet 1. FC Nürnberg, 1981–82-ben a holland AZ csapatában szerepelt. Az alkmaari együttessel holland kupát nyert. 1982 és 1987 között az Austria Klagenfurt játékosa volt. 33 évesen vonult vissza az aktív labdarúgástól.

### A válogatottban
1976 és 1985 között nyolc alkalommal szerepelt az osztrák válogatottban és egy gólt szerzett. Tagja volt az 1978-as argentínai világbajnokságon részt vevő csapatnak.

## Sikerei, díjai
SSW Innsbruck
- Osztrák bajnokság
  - bajnok (2): 1974–75, 1976–77
- Osztrák kupa
  - győztes: 1975, 1978

 AZ
- Holland kupa
  - győztes: 1982